# Birgit Hogefeld
Pour les articles homonymes, voir Hogefeld.
Birgit Hogefeld, née le 27 juillet 1956 à Wiesbaden, est une terroriste membre de la troisième génération de la Fraction armée rouge.

## Biographie
Elle est née à Wiesbaden en 1956, elle rejoint la RAF en 1984, bien après les membres fondateurs comme Andreas Baader, Gudrun Ensslin et Ulrike Meinhof. Elle devient la petite amie de Wolfgang Grams, membre de la RAF, et emménage avec lui.
Le 27 juin 1993,  elle et Grams sont arrêtés à la gare de Lübeck, ils commencent à tirer sur la police, Grams tue un officier de police nommé Michael Newrzella. Grams est tué par la suite.
Elle est reconnue coupable, par une juridiction supérieure d'Allemagne, de :
- l'assassinat d'un jeune GI, Edward Pimental, en 1985 pour obtenir sa carte d'accès de la base aérienne de Rhein-Main près de Francfort. Elle et Eva Haule l'ont attiré chez elle après l'avoir rencontré dans un bar.
- Un attentat à la bombe sur une base aérienne américaine, qui a tué Scarton Frank et Becky Jo Bristol et occasionné une vingtaine d'autres blessés ;
- une tentative d'assassinat sur Hans Tietmeyer, ancien président de la Bundesbank ;
- la destruction d'une prison ;
- la participation à une organisation terroriste.

En novembre 1996, elle est condamnée une peine d'emprisonnement à vie.
En 2008, le président de la cour fédérale Horst Köhler a rejeté sa demande de clémence.
Hogefeld est libérée sur parole en juin 2011.